# San Felipe Plaza
San Felipe Plaza is een wolkenkrabber in Houston, Verenigde Staten. Het kantoorgebouw, dat aan 5847 San Felipe Street staat, werd in 1984 opgeleverd.

## Ontwerp
San Felipe Plaza is 190,5 meter hoog, telt 45 verdiepingen en bevat 32 liften. Het gebouw heeft een oppervlakte van 89.137 vierkante meter en een parkeergarage met circa 2.700 parkeerplaatsen. Het is ontworpen door Richard Keating van SOM en bevat een drie verdiepingen hoge lobby met graniet, marmer en hout. De gevel is bekleed met gepolijst graniet en getint glas.